# Fino Mornasco
Fino Mornasco is een gemeente in de Italiaanse provincie Como (regio Lombardije) en telt 8712 inwoners (31-12-2004). De oppervlakte bedraagt 7,3 km², de bevolkingsdichtheid is 1175 inwoners per km².
De volgende frazioni maken deel uit van de gemeente: Socco, Andrate.

## Demografie
Fino Mornasco telt ongeveer 3402 huishoudens. Het aantal inwoners steeg in de periode 1991-2001 met 5,1% volgens cijfers uit de tienjaarlijkse volkstellingen van ISTAT.
| Jaar | Inwoneraantal |
| ---- | ------------- |
| 1991 | 7828          |
| 2001 | 8229          |

## Geografie
De gemeente ligt op ongeveer 334 m boven zeeniveau.
Fino Mornasco grenst aan de volgende gemeenten: Cadorago, Casnate con Bernate, Cassina Rizzardi, Cucciago, Guanzate, Luisago, Vertemate con Minoprio.